# Malaysias MotoGP 2009
Malaysias MotoGP 2009 kördes den 25 oktober på Sepang International Circuit.

## MotoGP

### Slutresultat
| Plats | Förare           | Märke    | Grid | Kvaltid  |
| ----- | ---------------- | -------- | ---- | -------- |
| 1     | Casey Stoner     | Ducati   | 4    | 2.01,455 |
| 2     | Dani Pedrosa     | Honda    | 3    | 2.01,254 |
| 3     | Valentino Rossi  | Yamaha   | 1    | 2.00,518 |
| 4     | Jorge Lorenzo    | Yamaha   | 2    | 2.01,087 |
| 5     | Nicky Hayden     | Ducati   | 7    | 2.01,980 |
| 6     | Chris Vermeulen  | Suzuki   | 14   | 2.03,032 |
| 7     | Toni Elías       | Ducati   | 6    | 2.01,918 |
| 8     | Marco Melandri   | Kawasaki | 15   | 2.03,088 |
| 9     | Loris Capirossi  | Suzuki   | 5    | 2.01,716 |
| 10    | Mika Kallio      | Ducati   | 12   | 2.02,435 |
| 11    | Aleix Espargaró  | Ducati   | 13   | 2.02,859 |
| 12    | Alex de Angelis  | Honda    | 10   | 2.02,274 |
| 13    | Colin Edwards    | Yamaha   | 9    | 2.02,195 |
| 14    | Gábor Talmácsi   | Honda    | 17   | 2.03,871 |
| 15    | James Toseland   | Yamaha   | 16   | 2.03,528 |
| 16    | Andrea Dovizioso | Honda    | 11   | 2.03,262 |
| 17    | Randy de Puniet  | Honda    | 8    | 2.02,098 |